# A Woman Scorned (film 1913)
A Woman Scorned è un cortometraggio muto del 1913. Il nome del regista non viene riportato nei credit del film.

## Produzione
Il film fu prodotto dalla Pathé Frères (con il nome Patheplay).

## Distribuzione
Il film - un cortometraggio in una bobina - uscì nelle sale cinematografiche statunitensi il 24 maggio 1913, distribuito dalla General Film Company.